# 4،2-ثنائي ميثيل البنتان
4,2-ثنائي ميثيل البنتان هو مركب عضوي من الهيدروكربونات صيغته الكيميائية C7H16 وهو أحد مصاواغات الهبتان

## التحضير
يمكن الحصول على المركب من عمليات تكرير النفط في المصافي
مخبرياً يتم الحصول على المركب من تفاعل ألكلة إيزو البوتان مع البروبيلين:

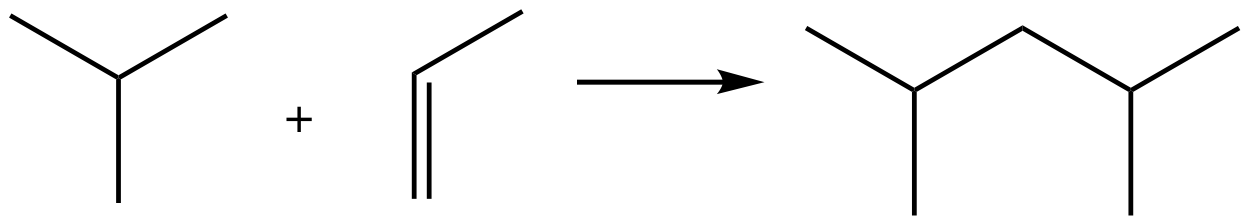
تحضير 4،2-ثنائي ميثيل البنتان

## الخواص
يوجد المركب على شكل سائل عديم اللون في الشروط القياسية، وهو قابل للاشتعال، وهو عملياً غير قابل للامتزاج مع الماء.

## الاستخدامات
يمزج المركب مع إضافات أخرى لرفع عدد الأوكتان للوقود.